# Muntra musikanter (1928)
Muntra musikanter (engelska: You're Darn Tootin') är en amerikansk komedifilm med Helan och Halvan från 1928 regisserad av Edgar Kennedy.

## Handling
En dirigent för en orkester ska ge sin avskedskonsert, och bland orkestern finns Helan och Halvan. Konserten blir ett fiasko på grund av Helan och Halvan, och inte nog med det; till följd av de får sparken från orkestern blir de också utkastade från sitt hem av hyresvärden. De försöker pröva lyckan som gatumusikanter, men det hela slutar med att alla i hela stan börjar dra av sig byxorna av varandra.

## Om filmen
I Storbritannien lanserades filmen med titeln The Music Blasters.

## Rollista (i urval)
- Stan Laurel – Stan (Halvan)
- Oliver Hardy – Ollie (Helan)
- Otto Lederer – orkesterledare
- Wilson Benge – musiker
- Charlie Hall – musiker
- Ham Kinsey – musiker
- Ed Brandenburg – man som äter
- Chet Brandenburg – arbetare i gatubrunnen
- Sam Lufkin – restauranggäst
- Lyle Tayo – kvinna som går förbi[2]